# Asia Ortega
Asia Ortega Leiva (Barcelona, 18 de mayo de 1995) es una bailarina y actriz española de cine y televisión que se hizo conocida por su participación en la serie Les de l'hoquei (2019-2020) como Flor Vilamayor. Posteriormente, protagonizó la serie El internado: Las Cumbres (2021-2022) con el papel de Amaia Torres.

## Biografía

### Primeros años
Asia Ortega Leiva nació el 18 de mayo de 1995 en Barcelona (España). Es descendiente de padre argentino, payaso de circo de profesión y de madre española y actriz. Arraigada desde siempre al mundo del arte, tiene gran pasión por el flamenco, por lo que desde muy pequeña comenzó con ese tipo de baile.

### Trayectoria profesional
En 2017 debutó en el cine español con la película Cuando los ángeles duermen, dirigida por Gonzalo Bendala y producida por Áralan Films. En 2018 interpretó a Sara, hija de José Coronado, en la película Tu hijo, dirigida por Miguel Ángel Vivas y producida por Apache Films. En abril de 2019 estrenó en TV3 la serie Les de l'hoquei, donde interpretó a Flor Vilamayor durante las dos temporadas. Además, fichó por la segunda temporada de + de 100 mentiras de la plataforma Flooxer de Atresmedia.
En 2020 participó en el largometraje Malnazidos, dirigido por Alberto de Toro y Javier Ruiz Caldera. Además, protagonizó Hasta el cielo, una película de Daniel Calparsoro, junto a Miguel Herrán y Carolina Yuste. En 2021 protagonizó la serie El internado: Las Cumbres, adaptación de la exitosa serie de Antena 3 El internado: Laguna Negra, donde interpretó a Amaia Torres, una alumna conflictiva que busca a su novio. Después de la emisión de la primera temporada en febrero de 2021, se anunció la renovación de la serie por una segunda temporada, de nuevo con Asia como protagonista, junto a Albert Salazar. En abril de 2021 participó episódicamente en la serie de Netflix El inocente, interpretando a Cassandra.
En febrero de 2022 se anunció que protagonizaría la serie de televisión Hasta el cielo: la serie en Netflix, basada en la película homónima de 2020, en la que ya participó con un papel secundario. En 2023 protagonizó la serie Urban. La vida es nuestra junto a María Pedraza y Bernardo Flores para Prime Video, con la colaboración de Mediaset España.

## Filmografía

### Cine
| Año  | Título                     | Rol                     | Director                              |
| ---- | -------------------------- | ----------------------- | ------------------------------------- |
| 2018 | Cuando los ángeles duermen | Gloria                  | Gonzalo Bendala                       |
| 2018 | Tu hijo                    | Sara                    | Miguel Ángel Vivas                    |
| 2020 | Hasta el cielo             | Soledad «Sole» Manchado | Daniel Calparsoro                     |
| 2021 | Malnazidos                 | Novia Pueblo            | Alberto de Toro y Javier Ruiz Caldera |

### Televisión
| Año       | Título                    | Rol                        | Notas                                   |
| --------- | ------------------------- | -------------------------- | --------------------------------------- |
| 2017      | Centro médico             | Silvia                     | 1 episodio                              |
| 2019      | Más de 100 mentiras       | Carlota                    | Elenco principal; 5 episodios           |
| 2019–2020 | Les de l'hoquei           | Florencia «Flor» Vilamayor | Elenco principal; 26 episodios          |
| 2021      | El inocente               | Cassandra                  | 4 episodios                             |
| 2021–2023 | El internado: Las Cumbres | Amaia Torres               | Elenco principal; 20 episodios          |
| 2023      | Hasta el cielo: la serie  | Soledad «Sole» Manchado    | Elenco principal; 7 episodios           |
| 2023      | Urban. La vida es nuestra | María Yanet                | Elenco principal; 6 episodios           |
| 2024      | El rey Peret              | Santa                      | Película de televisión                  |
| 2024      | Citas Barcelona           | Ingrid                     | Episodio: «Susy y Yoly / Ingrid y Yuyu» |